# Coppa Svizzera 2008-2009
La Coppa Svizzera 2008-2009 è iniziata il 26 luglio 2008.

## Modo
Le 9 società della Super League (il Vaduz non ha il diritto di partecipare poiché partecipa già alla Coppa del Liechtenstein) e le 16 società della Challenge League sono qualificate direttamente per la Coppa Svizzera. A queste società se ne aggiungono 13 della Prima Lega e 26 della Lega amatori. Queste ultime devono qualificarsi per la Swisscom Cup attraverso delle eliminatorie regionali.
Si gioca secondo il sistema dell'eliminazione diretta
- 1º turno (32esimi di finale):

i club della Super League e della Challenge League sono teste di serie e pertanto non si affrontano direttamente. Le squadre delle leghe inferiori beneficiano del vantaggio di giocare in casa.
- 2º turno (16esimi di finale):

le squadre della Super League sono teste di serie e non si affrontano direttamente. Le società delle leghe inferiori beneficiano del vantaggio di giocare in casa.
- 3º turno (8avi di finale):

non vi sono teste di serie. Le società delle leghe inferiori beneficiano del vantaggio di giocare in casa.
- 4º turno (4i di finale):

non vi sono teste di serie, le squadre sorteggiate per prime giocano in casa.
- 5º turno (semifinali):

non vi sono teste di serie, le squadre sorteggiate per prime giocano in casa.
- 6º turno (finale):

luogo dell'incontro ancora da definire. La società sorteggiata per prima ospita l'incontro.

## Qualifiche

### Prima Lega

#### Primo turno
| Squadra 1          | Risultato | Squadra 2        |
| ------------------ | --------- | ---------------- |
| 5./6.8.2008        |           |                  |
| Muttenz            | 2 - 0     | Cham             |
| Red Star Zurigo    | 1 - 6     | Höngg            |
| Baden              | 0 - 3     | Sciaffusa        |
| Naters             | 0 - 4     | Friburgo         |
| Düdingen           | 1 - 0     | Martigny-Sports  |
| Meyrin             | 4 - 5     | Chênois          |
| La Tour/Le Pâquier | 2 - 3     | Baulmes          |
| Urania Ginevra     | 0 - 1     | Echallens        |
| Olten              | 2 - 3     | Grenchen         |
| Wangen bei Olten   | 5 - 1     | Old Boys Basilea |
| Zofingen           | 1 - 0     | Soletta          |
| Delémont           | 5 - 3     | Münsingen        |
| Étoile Carouge     | 4 - 0     | Zugo             |
| Rapperswil-Jona    | 3 - 2     | YF Juventus      |
| Mendrisio-Stabio   | 0 - 1     | Biaschesi        |

#### Secondo turno
| Squadra 1      | Risultato | Squadra 2        |
| -------------- | --------- | ---------------- |
| 15./16.8.2008  |           |                  |
| Echallens      | 3 - 2     | Friburgo         |
| Höngg          | 2 - 1     | Wangen bei Olten |
| Emmenbrücke    | 1 - 3     | Baulmes          |
| Düdingen       | 1 - 4     | Malley           |
| Kriens         | 0 - 3     | Biaschesi        |
| Grenchen       | 2 - 1     | Muttenz          |
| Tuggen         | 1 - 4     | Kreuzlingen      |
| Schötz         | 3 - 1     | Rapperswil-Jona  |
| Delémont       | 2 - 4     | Le Mont          |
| Chênois        | 3 - 2     | Zofingen         |
| Bulle          | 2 - 0     | Chiasso          |
| Étoile Carouge | 2 - 1     | Sciaffusa        |

### Seconda Lega - Seconda Lega interregionale

#### Primo turno
| Squadra 1       | Risultato | Squadra 2            |
| --------------- | --------- | -------------------- |
| 26./27.7.2008   |           |                      |
| Farvagny/Ogoz   | 0 - 3     | Massongex            |
| Aarberg         | 4 - 0     | Altstetten           |
| Brühl           | 6 - 1     | Dürrenast            |
| Cortaillod      | 2 - 1     | Versoix              |
| Bavois          | 4 - 1     | Saint-Imier          |
| Laufen          | 3 - 0     | Stade Payerne        |
| Altstetten      | 1 - 2     | Seefeld Zurigo       |
| Losone Sportiva | 7 - 8     | Bülach               |
| Schöftland      | 5 - 0     | Herisau              |
| Muri            | 0 - 2     | Alle                 |
| Nordstern       | 1 - 3     | Kickers Lucerna      |
| Wettingen       | 4 - 1     | Pratteln             |
| Terre Sainte    | 2 - 1     | Belfaux              |
| Sarnen          | 1 - 0     | Herzogenbuchsee      |
| Sierre          | 4 - 0     | Savièse              |
| Romontois       | 2 - 0     | Monthey              |
| Porrentruy      | 0 - 2     | Breitenrain          |
| Bassersdorf     | 3 - 0     | Hägendorf            |
| Collombey-Muraz | 1 - 3     | Visp                 |
| Moutier         | 0 - 2     | Freienbach           |
| Grand-Lancy     | 3 - 1     | Serrières            |
| Perly-Certoux   | 1 - 2     | Portalban/Gletterens |
| Lyss            | 0 - 2     | Küsnacht             |
| Langenthal      | 7 - 0     | Frauenfeld           |
| Malcantone Agno | 1 - 0     | Stäfa                |
| Glarus          | 0 - 2     | Regensdorf           |
| Goldau          | 0 - 1     | Wädenswil            |

#### Secondo turno
| Squadra 1           | Risultato | Squadra 2               |
| ------------------- | --------- | ----------------------- |
| 2.-4.8.2008         |           |                         |
| Wädenswil           | 0 - 2     | Bazenheid               |
| Brühl               | 4 - 1     | Dornach                 |
| Regensdorf          | 2 - 4     | Seefeld Zurigo          |
| Brugg               | 2 - 4     | Arbon                   |
| Racing Club Ginevra | 4 - 2     | Cortaillod              |
| Bavois              | 3 - 2     | Signal Bernex-Confignon |
| Kickers Lucerna     | 3 - 2     | Chur                    |
| Wettingen           | 1 - 2     | Küsnacht                |
| Sarnen              | 2 - 0     | Laufen                  |
| Romontois           | 0 - 1     | Stade Lausanne-Ouchy    |
| Visp                | 3 - 2     | Portalban/Gletterens    |
| Grand-Lancy         | 3 - 1     | Sierre                  |
| Massongex           | 1 - 0     | Terre Sainte            |
| Bex                 | 2 - 5     | Breitenrain             |
| Schöftland          | 1 - 2     | Bassersdorf             |
| Liestal             | 2 - 0     | Buochs                  |
| Langenthal          | 0 - 6     | Bülach                  |
| Freienbach          | 2 - 4     | Sursee                  |
| Malcantone Agno     | 4 - 0     | Küsnacht                |
| Alle                | 6 - 1     | Aarberg                 |

#### Terzo turno
| Squadra 1            | Risultato | Squadra 2           |
| -------------------- | --------- | ------------------- |
| 9./10.8.2008         |           |                     |
| Breitenrain          | 2 - 3     | Brühl               |
| Stade Lausanne-Ouchy | 0 - 2     | Racing Club Ginevra |
| Seefeld Zurigo       | 9 - 8     | Bülach              |
| Bavois               | 4 - 0     | Visp                |
| Grand-Lancy          | 5 - 2     | Massongex           |
| Kickers Lucerna      | 0 - 2     | Bazenheid           |
| Küsnacht             | 3 - 5     | Liestal             |
| Arbon                | 3 - 4     | Sursee              |
| Malcantone Agno      | 0 - 3     | Bassersdorf         |
| Sarnen               | 0 - 1     | Alle                |

## Partecipanti alla Coppa Svizzera
| Aarau           |
| Basilea         |
| Bellinzona      |
| Grasshoppers    |
| Lucerna         |
| Neuchâtel Xamax |
| Sion            |
| Young Boys      |
| Zurigo          |

| Bienne            |
| La Chaux-de-Fonds |
| Concordia Basilea |
| Gossau            |
| Losanna           |
| Locarno           |
| Lugano            |
| Stade Nyonnais    |
| Sciaffusa         |
| Servette          |
| San Gallo         |
| Thun              |
| Wil               |
| Winterthur        |
| Wohlen            |
| Yverdon           |

| Baulmes        |
| Biaschesi      |
| Bulle          |
| Chênois        |
| Echallens      |
| Étoile Carouge |
| Grenchen       |
| Höngg          |
| Kreuzlingen    |
| Le Mont        |
| Malley         |
| Schötz         |
| Zofingen       |

| Alle               |
| Bavois             |
| Bazenheid          |
| Binningen          |
| Brühl              |
| Grand-Lancy        |
| Ibach              |
| Liestal            |
| Plan-les-Ouates    |
| Racing Club Genève |
| Seefeld            |
| Sursee             |
| Thalwil            |

| Amriswil            |
| F.C. Bassersdorf 1  |
| Le Locle-Sports 1   |
| Oerlikon/Polizei 1  |
| F.C. Plaffeien 1    |
| La Sarraz-Eclépens  |
| Saxon               |
| Wacher Grenchen     |
| Widnau              |
| F.C. Allmendingen   |
| Tavannes Tramelan 1 |
| Windisch            |

| Vallemaggia |

## Trentaduesimi di finale
| Squadra 1           | Risultato       | Squadra 2         |
| ------------------- | --------------- | ----------------- |
| 19 settembre 2008   |                 |                   |
| Grand-Lancy         | 0 - 3           | Losanna           |
| Sursee              | 0 - 2           | Wohlen            |
| Racing Club Ginevra | 1 - 2           | Echallens         |
| Windisch            | 1 - 5           | Thun              |
| 20 settembre 2008   |                 |                   |
| Le Locle-Sports     | 0 - 7           | Yverdon           |
| Binningen           | 2 - 6           | Aarau             |
| Oerlikon/Polizei    | 1 - 5           | Bellinzona        |
| Allmendingen        | 0 - 2           | Zofingen          |
| Wacher Grenchen     | 1 - 3 (dts)     | Alle              |
| Amriswil            | 0 - 0 (2-4 dcr) | Sciaffusa         |
| Seefeld Zurigo      | 0 - 0 (3-2 dcr) | Winterthur        |
| Thalwil             | 1 - 3           | Gossau            |
| Bavois              | 3 - 1           | Baulmes           |
| Chênois             | 1 - 3           | Malley            |
| Bazenheid           | 0 - 2 (dts)     | San Gallo         |
| Kreuzlingen         | 1 - 3           | Locarno           |
| Brühl               | 0 - 5           | Grasshoppers      |
| Le Mont             | 2 - 0           | Stade Nyonnais    |
| Liestal             | 0 - 3           | Concordia Basilea |
| Schötz              | 0 - 1           | Basilea           |
| Bassersdorf         | 0 - 2           | Höngg             |
| Tavannes/Tramelan   | 0 - 2           | Bulle             |
| Saxon               | 0 - 2           | Neuchâtel Xamax   |
| Étoile Carouge      | 0 - 5           | Sion              |
| Grenchen            | 3 - 2 (dts)     | Bienne            |
| 21 settembre 2008   |                 |                   |
| Widnau              | 0 - 6           | Zurigo            |
| Ibach               | 0 - 6           | Young Boys        |
| La Sarraz-Eclépens  | 1 - 6           | Servette          |
| Plaffeien           | 0 - 3           | Lucerna           |
| Biaschesi           | 0 - 1           | Wil               |
| Plan-les-Ouates     | 0 - 3           | La Chaux-de-Fonds |
| Vallemaggia         | 0 - 5           | Lugano            |

## Sedicesimi di finale
| Squadra 1         | Risultato   | Squadra 2         |
| ----------------- | ----------- | ----------------- |
| 17 ottobre 2008   |             |                   |
| Bulle             | 1 - 4       | Basilea           |
| 18 ottobre 2008   |             |                   |
| Höngg             | 0 - 3       | Wil               |
| Seefeld Zurigo    | 1 - 3       | Gossau            |
| Zofingen          | 2 - 3       | Bellinzona        |
| Wohlen            | 2 - 3       | Grasshoppers      |
| Concordia Basilea | 3 - 1       | Servette          |
| Losanna           | 1 - 2       | Neuchâtel Xamax   |
| Yverdon           | 1 - 2       | La Chaux-de-Fonds |
| San Gallo         | 2 - 0       | Aarau             |
| Malley            | 3 - 2       | Echallens         |
| 19 ottobre 2008   |             |                   |
| Grenchen          | 0 - 3       | Lucerna           |
| Sciaffusa         | 0 - 1 (dts) | Zurigo            |
| Bavois            | 0 - 1       | Thun              |
| Le Mont           | 2 - 5       | Sion              |
| Locarno           | 3 - 1       | Lugano            |
| 29 ottobre 2008   |             |                   |
| Alle              | 0 - 5       | Young Boys        |

## Ottavi di finale
| Squadra 1         | Risultato | Squadra 2       |
| ----------------- | --------- | --------------- |
| 22 novembre 2008  |           |                 |
| Concordia Basilea | 4 - 0     | Neuchâtel Xamax |
| Thun              | 0 - 4     | Basilea         |
| San Gallo         | 2 - 0     | Locarno         |
| 23 novembre 2008  |           |                 |
| Grasshoppers      | 2 - 1     | Bellinzona      |
| Malley            | 0 - 1     | Sion            |
| Wil               | 0 - 1     | Zurigo          |
| 10 December 2008  |           |                 |
| La Chaux-de-Fonds | 0 - 4     | Lucerna         |
| Gossau            | 0 - 1     | Young Boys      |

## Quarti di finale
| Squadra 1         | Risultato | Squadra 2    |
| ----------------- | --------- | ------------ |
| Young Boys        | 3 - 0     | Grasshoppers |
| San Gallo         | 1 - 2     | Sion         |
| Concordia Basilea | 0 - 2     | Lucerna      |
| Zurigo            | 0 - 1     | Basilea      |

## Semifinali
| Squadra 1  | Risultato       | Squadra 2 |
| ---------- | --------------- | --------- |
| Lucerna    | 1 - 1 (2-4 dcr) | Sion      |
| Young Boys | 0 - 0 (3-2 dcr) | Basilea   |

| 13 aprile 2009                               | Lucerna              | 1 – 1 (d.t.s.) | Sion |  |
| \| \| \| \| \| \| Tiri di rigore 2 – 4 \| \| |                      |                |      |  |
|                                              |                      |                |      |  |
|                                              | Tiri di rigore 2 – 4 |                |      |  |

| 16 aprile 2009                               | Young Boys           | 0 – 0 (d.t.s.) | Basilea |  |
| \| \| \| \| \| \| Tiri di rigore 3 – 2 \| \| |                      |                |         |  |
|                                              |                      |                |         |  |
|                                              | Tiri di rigore 3 – 2 |                |         |  |

## Finale
| Arbitro: | Circhetta |

| |            | |
| Yapo 22’ (rig.) Alioui 37’ (aut.) | Marcatori  | Obradović 41’ Sarni 52’ Afonso 83’                                                                                               |
| Wölfli Portillo Ghezal Schneider Schwegler Yapo Hochstrasser Raimondi (60' Bastians) Varela (46' Doumbia) Schneuwly (77' Häberli) Regazzoni | Formazioni | El-Hadary Vanczák Alioui Nwaneri (33' Sarni) Paíto Fermino (67' Crettenand) Sie Reset (90' Ahoueya) Obradović Monterrubio Afonso |
| Vladimir Petković | Allenatori | Didier Tholot |